# Keçelbaba, Patnos
Keçelbaba là một xã thuộc huyện Patnos, tỉnh Ağrı, Thổ Nhĩ Kỳ. Dân số thời điểm năm 2011 là 93 người.